# جائزة فرنسا الكبرى 1952
جائزة فرنسا الكبرى 1952 هو سباق فورمولا 1 أقيم في فرنسا. كان الرابع من أصل 8 في بطولة العالم لسباقات الفورمولا واحد موسم 1952. حلّ الإيطالي البرتو اسكاري أولا بينما جاء الإيطالي جوزيبي فارينا في المركز الثاني وحصل على المركز الثالث الإيطالي بييرو تاروفي.